# Kallima intermedia
Kallima intermedia är en fjärilsart som beskrevs av James John Joicey och Talbot 1916. Kallima intermedia ingår i släktet Kallima och familjen praktfjärilar. Inga underarter finns listade i Catalogue of Life.